# خضر كوساري
خضر محمد رشيد ، المعروف باسم خضر كوساري (1969–1993) كان متمردًا إسلاميًا كرديًا وشاعرًا.

## سيرته
وُلِد كوساري عام 1969 في رانية بإقليم كردستان ولم يكن قوميًا أو دينيًا أثناء نشأته، ولكن أثناء الحرب العراقية الإيرانية انضم إلى علي بابير في الحركة الإسلامية الكردستانية، والتي كانت تابعة لحركة المجاهدين الأكراد، لمحاربة صدام حسين، حيث عُرف فيما بعد بأنه شاعرهم. تزوج في عام 1986 ورزق ببنت وولد. في أواخر عام 1987، كتب قصيدته الأولى بعنوان "نيجاري خودان"، واستخدم الشعر لحث الناس للاتحاق بالمجاهدين الأكراد. كان له دور كبير في انتفاضة العراق عام 1991، وكان يقرأ قصائده من مكبر الصوت في جامع رانية الكبير. سجل مقاطع فيديو من شعره باللغة الكردية السورانية.

## اغتياله
في 27 ديسمبر 1993، بعد عامين من ثورة العراق عام 1991، اغتيل كوساري على يد الاتحاد الوطني الكردستاني بعد حملته على قيادة الحركة الإسلامية الكردستانية. فر كوساري واثنان من أصدقائه، من بينهم شقيق علي بابير وحيد بابير، إلى قرية قريبة في الجبال. بعد يوم قضياه مختبئين في منزل أحد القرويين، اختار وحيد وكوساري المغادرة. وبعد وقت قصير من مغادرة القرية، غيّر كوساري رأيه وعاد بنفسه. وعندما دخلت قوات البيشمركة التابعة للاتحاد الوطني الكردستاني إلى المنزل الذي كان يختبئ فيه أثناء مداهمة المنزل، حاول الهروب، ولكن أطلقوا النار عليه. عثر عليه جنود البيشمركة التابعون للاتحاد الوطني الكردستاني وهو ينزف على الأرض لكنه لا يزال على قيد الحياة، فأطلقوا عليه رصاصة قاتلة وغادروا. في اليوم التالي، قام القروي الذي ساعد في إخفاء كوساري بتحميل جثته في جرار لإعادتها إلى عائلته في رانيا. وقد دفنه أهله في نفس اليوم في الجبال، حيث أقاموا له جنازة إسلامية.